# Teresa Stanisławska-Adamczewska
Teresa Stanisławska-Adamczewska (ur. 26 września 1924 w Wielkopolsce, zm. 16 grudnia 2003 w Krakowie) – polska dziennikarka, w latach 1955–1982 redaktorka naczelna „Echa Krakowa”.

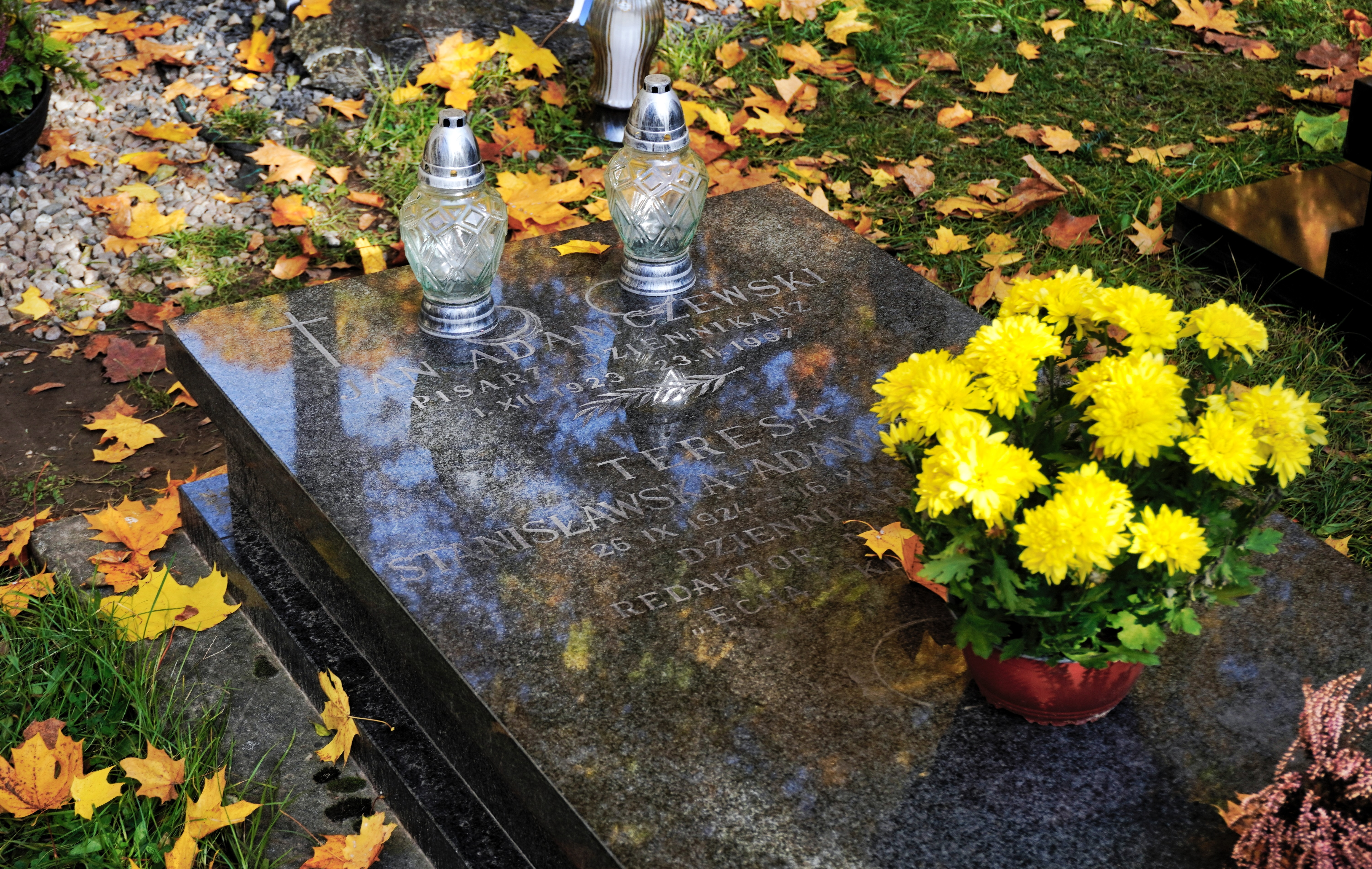
Grobowiec Jana i Teresy Adamczewskich

## Życiorys
Urodziła się w 26 września 1924 w Wielkopolsce. Swoje życie związała z Krakowem. Była dziennikarką, w 1955 została redaktorką naczelną popołudniówki „Echo Krakowa”, która pod jej rządami stała się najpopularniejszą gazetą tego miasta. Opublikowała wiele tekstów poświęconych życiu kulturalnemu miasta, w tym Piwnicy pod Baranami. Z gazety odeszła w 1982.
W 1973 otrzymała Nagrodę Miasta Krakowa.
Była wychowawcą wielu pokoleń reporterów i dziennikarzy, takich jak: Jadwiga Rubiś, Ewa Smęder, Zbigniew Święch, Andrzej Urbańczyk.
W 1989 wraz z Edwardem Chudzińskim opracowała antologię Cudzym zdaniem: poglądy, refleksje, aforyzmy, opatrzoną ilustracjami Szymona Kobylińskiego. Wraz z mężem Janem Adamczewskim (1923–1997) była autorką książki Kraków, ulica imienia... – spisu biogramów patronów krakowskich ulic (I wydanie – 2000, kolejne 2015 i 2016).
Zmarła 16 grudnia 2003, a 23 grudnia została pochowana w alei zasłużonych na cmentarzu Rakowickim, kwatera LXIXPASB, rząd 2, miejsce 11.

## Życie prywatne
Była żoną pisarza i publicysty Jana Adamczewskiego.